# Wanna Fly?
「Wanna Fly?」（ワナ・フライ）は、石田燿子の楽曲。2021年2月17日に石田の27枚目のシングルとして日本コロムビアより発売された。

## 概要
前作「勇気の翼」以来、約3か月半ぶりのリリースとなる。
表題曲は、テレビアニメ『ワールドウィッチーズ発進しますっ!』のオープニングテーマに起用された。
ジャケット写真には『ストライクウィッチーズ』の登場人物・宮藤芳佳と雁淵ひかりが描かれたイラストが使用されている。
カップリング曲として、元々第501統合戦闘航空団が歌っていた同アニメのエンディングテーマ「Treasure of life」のカバーが収録されている。
初回生産限定盤と通常盤の2形態となり、初回限定盤に同梱されたDVDにはニコニコチャンネルで展開されている「ワールドウィッチーズチャンネル」とのコラボ企画として「第3回妹ドラフト会議」の映像を収録している。

## シングル収録内容
| #         | タイトル                        | 作詞       | 作曲                    | 編曲                    | 時間  |
| --------- | ------------------------------- | ---------- | ----------------------- | ----------------------- | ----- |
| 1.        | 「Wanna Fly?」                  | 園田健太郎 | 園田健太郎              | 園田健太郎              | 4:05  |
| 2.        | 「Treasure of life」            | 荘野ジュリ | 池田健仁（TRYTONELABO） | 滝澤俊輔（TRYTONELABO） | 4:09  |
| 3.        | 「Wanna Fly?」(Instrumental)    |            |                         |                         | 4:05  |
| 4.        | 「Wanna Fly?」(TV Size Version) |            |                         |                         | 1:32  |
| 合計時間: | 合計時間:                       | 合計時間:  | 合計時間:               | 合計時間:               | 13:51 |

| #  | タイトル                                                                  | 作詞 | 作曲・編曲 |
| -- | ------------------------------------------------------------------------- | ---- | ---------- |
| 1. | 「第3回妹ドラフト会議」(出演：小清水亜美、名塚佳織、五十嵐裕美、石田嘉代) |      |            |